# Pelargonium fragrans
Pelargonium fragrans är en näveväxtart som beskrevs av Carl Ludwig von Willdenow. Pelargonium fragrans ingår i släktet pelargoner, och familjen näveväxter. Inga underarter finns listade i Catalogue of Life.